# GOST 28147-89
GOST 28147-89 é um cifrador em bloco de chave simétrica padronizado pelos governos Russo e Soviético. Desenvolvido nos anos 70, o padrão era marcado com "Ultra-Secreto" e então foi rebaixado a "Secreto" em 1990. Logo após a dissolução da URSS, o GOST 28147 foi desclassificado e mostrado publicamente em 1994. O GOST 28147 foi uma alternativa Soviética ao algoritmo padrão americano, o Data Encryption Standard. Por isso ambos são muito similares na estrutura.